# دوفو۴
دوفو۴ (به انگلیسی: Dufaux_4) یک هواگرد ملخ‌پیشین تک‌موتوره از نوع اثبات‌گر فناوری ساخت شرکت Armand and Henri Dufaux است. هواگرد دوفو۴ نخستین پروازش را در ۱۷ دسامبر ۱۹۰۹ میلادی انجام داد.
طراح این هواگرد، Armand and Henri Dufaux بود.